# Związek gmin Eislingen-Ottenbach-Salach
Związek gmin Eislingen-Ottenbach-Salach – związek gmin (niem. Gemeindeverwaltungsverband) w Niemczech, w kraju związkowym Badenia-Wirtembergia, w rejencji Stuttgart, w regionie Stuttgart, w powiecie Göppingen. Siedziba związku znajduje się w mieście Eislingen/Fils, przewodniczącym jego jest Günther Frank.
Związek zrzesza jedno miasto i dwie gminy wiejskie:
- Eislingen/Fils, miasto, 20 364 mieszkańców, 16,41 km²
- Ottenbach, 2 443 mieszkańców, 11,90 km²
- Salach, 7 748 mieszkańców, 8,32 km²